# Hidroelektrarna Brežice
Hidroelektrarna Brežice (kratica HE Brežice) je ena izmed hidroelektrarn v Sloveniji; leži na spodnjem toku reke Save pri kraju Brežice. Spada pod podjetje Holding Slovenske elektrarne d.o.o.